# Scraptiomima minima
Scraptiomima minima là một loài bọ cánh cứng trong họ Scraptiidae. Loài này được Ponomarenko & Ryvkin miêu tả khoa học năm 1990.